# Championnat de France féminin de rugby à XV de 2e division 2024-2025
Navigation
2023-2024 2025-2026
Le championnat de France féminin de rugby à XV de 2e division 2024-2025, ou Élite 2 2024-2025, se déroule d'octobre 2024 à juin 2025. Il oppose les dix clubs féminins de rugby à XV du deuxième échelon national.
La saison se déroule en deux phases : une phase qualificative où toutes les équipes s'affrontent en matchs aller-retour au sein d'une poule unique, puis une phase finale. Les équipes classées aux quatre premières places du classement sont qualifiées pour la phase finale. L'équipe classée à la dixième place du classement est reléguée en Fédérale 1. Le champion est promu en Élite 1.

## Format
Le championnat est composé d'une poule unique à dix équipes, où les participants se rencontrent en matchs aller-retour (18 journées). À l'issue de la phase régulière, les quatre équipes les mieux classées sont qualifiées pour les demi-finales.
Le champion est promu en Élite 1. L'équipe classée dernière est reléguée en Fédérale 1 (troisième division).

## Participants
Pour la saison 2024-2025, l'Élite 2 est constituée de la façon suivante :
- sept clubs du championnat Élite 2 précédent ;
- deux clubs relégués de l'Élite 1 qui est passée de douze à dix équipes ;
- le promu de Fédérale 1 : l'AS Bayonne.

| \| Lons Bayonne Paris Brive-la-Gaillarde Clermont-Ferrand Dax Perpignan La Rochelle Rouen Toulon \| Localisation des clubs (2024-2025) |
| Lons Bayonne Paris Brive-la-Gaillarde Clermont-Ferrand Dax Perpignan La Rochelle Rouen Toulon                                          |

| Club                            | Classement 2023-2024 | Entraîneur en chef             | Stade                                                          | Ville              |
| ------------------------------- | -------------------- | ------------------------------ | -------------------------------------------------------------- | ------------------ |
| Stade français Paris            | 6e poule 1 (Élite 1) | James Zié                      | Centre sportif Christophe-Dominici Complexe sportif René-Leduc | Paris Meudon       |
| Lons Section paloise            | 6e poule 2 (Élite 1) | Michaël Dallery                | Stade municipal de Lons                                        | Lons               |
| Stade rochelais                 | 1er Champion         | Alexandre Barès                | Plaine des Jeux Colette Besson                                 | La Rochelle        |
| RC Toulon Provence Méditerranée | 3e Finaliste         | Stéphane Gamonet               | Stade Léo-Lagrange Stade Guy-Moquet                            | Toulon La Garde    |
| Valkyries Normandie RC          | 2e Demi-finaliste    | Cyrille Lloza                  | Stade Jean-Mermoz                                              | Rouen              |
| USA Perpignan                   | 4e Demi-finaliste    | Charlotte Torres-Duxans        | Stade Roger-Ramis Stade Aimé-Giral                             | Perpignan          |
| CA Brive                        | 5e                   | Romain Cabanero                | Stade Jean-Marie Soubira                                       | Brive-la-Gaillarde |
| Rugby Clermont La Plaine        | 6e                   | Jéremy Catalan et Florent Très | Stade Camille-et-Edmond-Leclanché                              | Clermont-Ferrand   |
| US Dax                          | 7e                   | Chris Ndombi                   | Stade Maurice-Boyau Stade Colette-Besson                       | Dax                |
| AS Bayonne                      | Champion Fédérale 1  | Jean-Michel Gonzalez           | Stade Pierre-Carcareigt                                        | Bayonne            |

## Classement et résultats

### Classement
| Rang | Club                   | J  | V  | N | D  | Bo | Bd | Pm  | Pe  | Diff | Pts |
| ---- | ---------------------- | -- | -- | - | -- | -- | -- | --- | --- | ---- | --- |
| 1    | RC Toulon PM           | 18 | 16 | 1 | 1  | 11 | 1  | 620 | 128 | +492 | 78  |
| 2    | Stade rochelais T      | 18 | 15 | 1 | 2  | 13 | 1  | 723 | 150 | +573 | 76  |
| 3    | Lons Section paloise R | 18 | 16 | 0 | 2  | 9  | 1  | 356 | 87  | +269 | 74  |
| 4    | AS Bayonne P           | 18 | 10 | 1 | 7  | 5  | 1  | 401 | 351 | +50  | 48  |
| 5    | Stade français Paris R | 18 | 9  | 1 | 8  | 4  | 2  | 388 | 319 | +69  | 44  |
| 6    | Valkyries Normandie RC | 18 | 8  | 2 | 8  | 5  | 1  | 399 | 300 | +99  | 42  |
| 7    | CA Brive               | 18 | 6  | 0 | 12 | 2  | 5  | 320 | 403 | -83  | 31  |
| 8    | USA Perpignan          | 18 | 3  | 1 | 14 | 2  | 3  | 169 | 544 | -375 | 19  |
| 9    | Clermont La Plaine     | 18 | 2  | 2 | 14 | 1  | 1  | 187 | 614 | -427 | 14  |
| 10   | US Dax                 | 18 | 0  | 1 | 17 | 0  | 0  | 128 | 897 | -769 | 2   |

|  | Demi-finale à domicile                                          |
|  | Demi-finale à l'extérieur                                       |
|  | Relégué en Fédérale 1                                           |
|  | P : promu 2024, T : tenant du titre 2024, R : relégué d'Élite 1 |

### Résultats synthétiques
|                      | BAY   | BRI   | CLE   | DAX   | LAR   | LON  | SFP   | PER   | TOU   | VAL   |
| -------------------- | ----- | ----- | ----- | ----- | ----- | ---- | ----- | ----- | ----- | ----- |
| AS Bayonne           |       | 20-17 | 33-7  | 55-5  | 0-28  | 7-10 | 12-31 | 42-12 | 0-53  | 20-10 |
| CA Brive             | 22-27 |       | 8-14  | 55-0  | 6-41  | 0-15 | 5-18  | 32-18 | 7-13  | 8-27  |
| Clermont La Plaine   | 7-43  | 17-30 |       | 34-14 | 10-52 | 0-22 | 7-21  | 22-22 | 0-36  | 12-53 |
| US Dax               | 12-59 | 20-57 | 18-18 |       | 0-76  | 0-39 | 10-42 | 12-23 | 10-58 | 0-47  |
| Stade rochelais      | 45-10 | 60-6  | 65-14 | 80-0  |       | 15-8 | 21-12 | 65-0  | 20-20 | 33-18 |
| Lons Section paloise | 21-12 | 24-3  | 67-7  | 76-0  | 10-5  |      | 22-0  | 43-0  | 17-25 | 30-14 |
| Stade français Paris | 26-29 | 20-25 | 43-0  | 47-8  | 6-24  | 3-20 |       | 20-12 | 18-34 | 25-20 |
| USA Perpignan        | 7-12  | 12-15 | 12-8  | 27-11 | 0-47  | 0-25 | 19-20 |       | 0-50  | 5-35  |
| RC Toulon PM         | 33-15 | 36-6  | 25-0  | 45-10 | 25-8  | 6-11 | 14-6  | 77-0  |       | 47-0  |
| Valkyries            | 5-5   | 21-18 | 50-10 | 59-0  | 0-26  | 5-13 | 25-25 | 10-0  | 0-23  |       |

En italique : forfait

## Phase finale
|  | Demi-finales                   | Demi-finales        |              |    | Finale                        | Finale                        |
|  | Demi-finales                   | Demi-finales        |              |    | Finale                        | Finale                        |
|  |                                |                     |              |    |                               |                               |
|  | 25 mai, stade Mayol            | 25 mai, stade Mayol |              |    | 31 mai, stade Jacques-Fouroux | 31 mai, stade Jacques-Fouroux |
|  | 25 mai, stade Mayol            | 25 mai, stade Mayol |              |    | 31 mai, stade Jacques-Fouroux | 31 mai, stade Jacques-Fouroux |
|  | RC Toulon PM                   | 54                  |              |    | 31 mai, stade Jacques-Fouroux | 31 mai, stade Jacques-Fouroux |
|  | RC Toulon PM                   | 54                  |              |    | 31 mai, stade Jacques-Fouroux | 31 mai, stade Jacques-Fouroux |
|  | AS Bayonne                     | 8                   |              |    | 31 mai, stade Jacques-Fouroux | 31 mai, stade Jacques-Fouroux |
|  | AS Bayonne                     | 8                   | RC Toulon PM | 14 |                               |                               |
|  | 24 mai, stade Marcel-Deflandre |                     | RC Toulon PM | 14 |                               |                               |
|  |                                | Stade rochelais     | 12           |    |                               |                               |
|  | Stade rochelais                | Stade rochelais     | 12           | 16 |                               |                               |
|  | Stade rochelais                |                     |              | 16 |                               |                               |
|  | Lons Section paloise           | 10                  |              |    |                               |                               |
|  | Lons Section paloise           | 10                  |              |    |                               |                               |

| 31 mai | RC Toulon PM                                                                                                   | 14 - 12 (11 - 0) | Stade rochelais | Stade Jacques-Fouroux, Auch environ 1 000 spectateurs Arbitre : Lidwine Alba |
| 31 mai | Essai(s) : 1 Vial (40e) Pénalité(s) : 3 Bergeron (2e, 18e, 71e) Carton(s) jaune(s) : 2 Izyk (57e), Rypen (80e) | Rapport          | Essai(s) : 2 Lothoz (62e), Forest (80e) Transformation(s) : 1 Renaudin (62e) Carton(s) jaune(s) : 1 Gasparoux (69e) | Stade Jacques-Fouroux, Auch environ 1 000 spectateurs Arbitre : Lidwine Alba |
| 31 mai | | Rapport          | | Stade Jacques-Fouroux, Auch environ 1 000 spectateurs Arbitre : Lidwine Alba |